# أنطونيوس فان نيوينهويزين
أنطونيوس فان نيوينهويزين (1879 – 16 يناير 1957) هو مبارز بالسيف هولندي راحل، مثّل بلاده في الألعاب الأولمبية الصيفية 1900.

## روابط خارجية
أنطونيوس فان نيوينهويزين على موقع أوليمبيديا (الإنجليزية)